# ترواکی کوروب
ترواکی کوروب (به انگلیسی: Teruaki Kurobe) بازیکن فوتبال اهل ژاپن و عضو تیم ملی فوتبال ژاپن است که در تاریخ ۲۸ مارس ۲۰۰۳ میلادی اولین بازی ملی‌اش را انجام داد. او در ۴ بازی ملی حضور داشت و آخرین بازی ملی خود را در تاریخ ۷ فوریه ۲۰۰۴ میلادی انجام داد. ترواکی کوروب در بازی‌های ملی‌اش
گلی به ثمر نرساند.